# هنریک کریستوفرسن
هنریک کریستوفرسن (انگلیسی: Henrik Kristoffersen؛ زادهٔ ۲ ژوئیهٔ ۱۹۹۴ در رالینگن، نروژ) اسکی‌باز آلپاین اهل نروژ است که در رشته‌های مارپیچ کوچک (Slalom) و مارپیچ بزرگ (Giant Slalom) تخصص دارد. او از اعضای باشگاه اسکی رالینگن (Rælingen SK) است و از سال ۲۰۱۲ در رقابت‌های جام جهانی اسکی آلپاین شرکت می‌کند

### دستاوردهای بین‌المللی
- بازی‌های المپیک زمستانی:
  - ۲۰۱۴ سوچی: مدال برنز در مارپیچ کوچک؛ با کسب این مدال در سن ۱۹ سالگی، به جوان‌ترین مرد مدال‌آور در تاریخ اسکی آلپاین المپیک تبدیل شد.
  - ۲۰۱۸ پیونگ‌چانگ: مدال نقره در مارپیچ بزرگ.
  - ۲۰۲۲ پکن: مقام چهارم در مارپیچ کوچک و هشتم در مارپیچ بزرگ.
- قهرمانی جهان:
  - ۲۰۱۹ آرِه: مدال طلا در مارپیچ بزرگ.
  - ۲۰۲۱ کورتینا: مدال برنز در مارپیچ کوچک.
  - ۲۰۲۳ کورشول/مری‌بل: مدال طلا در مارپیچ کوچک.euronews+1Wikipedia+1

### عملکرد در جام جهانی
- کریستوفرسن تاکنون ۳۳ پیروزی در مسابقات جام جهانی کسب کرده است: ۲۵ پیروزی در مارپیچ کوچک و ۸ پیروزی در مارپیچ بزرگ.
- او ۹۵ بار بر سکوی قهرمانی جام جهانی قرار گرفته است: ۵۷ بار در مارپیچ کوچک، ۳۶ بار در مارپیچ بزرگ و ۲ بار در مسابقات موازی.
- او پنج عنوان قهرمانی فصل در جام جهانی را به دست آورده است: چهار عنوان در مارپیچ کوچک (۲۰۱۶، ۲۰۲۰، ۲۰۲۲، ۲۰۲۵) و یک عنوان در مارپیچ بزرگ (۲۰۲۰).
- بهترین رتبهٔ کلی او در جام جهانی، مقام دوم در فصل‌های ۲۰۱۶، ۲۰۱۸ و ۲۰۲۵ بوده است.

### رکوردها و افتخارات
- کریستوفرسن نخستین اسکی‌بازی است که در یک فصل، هر چهار مسابقهٔ کلاسیک مارپیچ کوچک (آدل‌بودن، ونگن، کیتزبوهل و اشلاد‌مینگ) را فتح کرده است؛ این دستاورد در ژانویهٔ ۲۰۱۶ و در سن ۲۱ سالگی حاصل شد.
- او جوان‌ترین مردی است که در تاریخ اسکی آلپاین المپیک موفق به کسب مدال شده است.
- کریستوفرسن همچنین جوان‌ترین نروژی است که در مسابقات جام جهانی اسکی آلپاین به پیروزی دست یافته است.

### زندگی شخصی
کریستوفرسن در سال ۲۰۲۳ به همراه شریک زندگی‌اش به سالزبورگ، اتریش نقل مکان کرد و در همان سال صاحب یک پسر شد.